# صمدالله فیروزی
صمدالله فیروزی در تاریخ ۲۷ مرداد ۱۳۹۲ با حکم علی ربیعی وزیر کار و امور اجتماعی به عنوان سرپرست سازمان تامین اجتماعی جایگزین سعید مرتضوی شد. صمدالله فیروزی پیش از این عضو هیئت مدیره و معاون فنی و درآمد صندوق تأمین اجتماعی بود.
در شهریور ۱۳۹۲ طی حکمی از سوی علی ربیعی، سید محمدتقی نوربخش به عنوان رئیس این سازمان منصوب شد.
او در دی ماه ۱۳۹۳ با حکم علی ربیعی وزیر تعاون کار و رفاه اجتماعی به عنوان عضو هیئت مدیره صندوق بیمه اجتماعی کشاورزان، روستائیان و عشایر منصوب شد.
صمدالله فیروزی در دوره ریاست سعید مرتضوی بر سازمان تأمین اجتماعی معاون فنی و درآمد این سازمان بود.